# Slåttskäret och Rönnskäret
Slåttskäret och Rönnskäret med Gästgivars Segelsören och Uttergrund är en ö i Finland. Den ligger i Norra kvarken och i kommunen Korsholm i den ekonomiska regionen  Vasa i landskapet Österbotten, i den västra delen av landet. Ön ligger omkring 32 kilometer nordväst om Vasa och omkring 400 kilometer nordväst om Helsingfors.
Öns area är 7,5 kvadratkilometer och dess största längd är 5 kilometer i sydväst-nordöstlig riktning. Ön höjer sig omkring 10 meter över havsytan.

## Sammansmälta delöar
- Slåttskäret 63°20′42″N 21°11′01″Ö / 63.34508°N 21.1836°Ö
- Rönnskäret 63°20′01″N 21°10′30″Ö / 63.33373°N 21.17495°Ö
- Gästgivars Segelsören 63°21′07″N 21°13′44″Ö / 63.35205°N 21.22877°Ö
- Uttergrund 63°20′18″N 21°09′23″Ö / 63.33828°N 21.15631°Ö

## Klimat
Inlandsklimat råder i trakten. Årsmedeltemperaturen i trakten är 1 °C. Den varmaste månaden är juli, då medeltemperaturen är 16 °C, och den kallaste är januari, med −11 °C.